# Oxypetalum costae
Oxypetalum costae là một loài thực vật có hoa trong họ La bố ma. Loài này được Occhioni mô tả khoa học đầu tiên năm 1952.